# لوك هيلدر
لوك هيلدر (بالإنجليزية: Luke Helder)‏ هو عازف قيثارة أمريكي، ولد في 5 مايو 1981 في بين أيلاند في الولايات المتحدة.